# Campionato europeo maschile under 21 di calcio 2019
Il campionato europeo di calcio Under-21 2019 è stata la 22ª edizione del torneo. Si è svolto in Italia e a San Marino dal 16 al 30 giugno 2019. Si è giocato in sei città: a Bologna, Cesena, Reggio Emilia, Trieste e Udine per l'Italia e a Serravalle per San Marino. La finale si è giocata a Udine.
Il torneo si è giocato un anno prima dei Giochi olimpici estivi di Tokyo, poi posticipati di un anno a causa della pandemia di COVID-19, e ha determinato le quattro squadre europee che si sono qualificate al torneo olimpico di calcio maschile.
Il torneo è stato vinto dalla Spagna, che aggiudicandosi per la quinta volta la manifestazione ha eguagliato il numero di successi dell'Italia.

## Scelta del Paese ospitante
L'assegnazione dei paesi per la fase finale del torneo è stata decisa dal comitato esecutivo dell'UEFA, riunitosi a Nyon il 9 dicembre 2016. Ad annunciare la scelta del paese è stato il presidente Aleksander Čeferin in conferenza stampa dopo la riunione del comitato esecutivo UEFA.

## La formula
Viene confermata la nuova formula usata nell'edizione precedente in Polonia, 12 squadre partecipanti divise in tre gironi da 4 squadre, in cui si qualificano alle semifinali le prime di ogni girone e la migliore seconda.
Le quattro semifinaliste si qualificano al torneo calcistico delle Olimpiadi 2020. Nel caso in cui l'Inghilterra fosse stata tra le semifinaliste si sarebbe disputato uno spareggio tra le due seconde classificate dei gironi non qualificate alle semifinali per determinare la quarta squadra qualificata alle olimpiadi, poiché il comitato olimpico del Regno Unito affiliato al CIO è unico per tutte le quattro nazioni costitutive, ma una nazionale del Regno Unito non può qualificarsi sul campo, dato che le nazioni costitutive britanniche hanno ognuna una federazione calcistica affiliata alla FIFA e sono state iscritte singolarmente alle qualificazioni.

## Qualificazioni
L'Italia è ammessa di diritto alla fase finale in quanto paese organizzatore, la nazionale di San Marino partecipa invece alle qualificazioni in quanto la federazione non è direttamente organizzatrice della manifestazione.
| Pr. | Squadra     | Data di qualificazione certa | Partecipante in quanto                                         | Partecipazioni precedenti al torneo                                                                                   | Ultima presenza  |
| --- | ----------- | ---------------------------- | -------------------------------------------------------------- | --- | ---------------- |
| 1   | Italia      | 9 dicembre 2016              | Rappresentativa della nazione organizzatrice della fase finale | 20 (1978, 1980, 1982, 1984, 1986, 1988, 1990, 1992, 1994, 1996, 2000, 2002, 2004, 2006, 2007, 2009, 2013, 2015, 2017) | Polonia 2017     |
| 2   | Spagna      | 6 settembre 2018             | 1ª classificata nel Gruppo 2                                   | 13 (1982, 1984, 1986, 1988, 1990, 1994, 1996, 1998, 2000, 2009, 2011, 2013, 2017)                                     | Polonia 2017     |
| 3   | Francia     | 7 settembre 2018             | 1ª classificata nel Gruppo 9                                   | 8 (1982, 1984, 1986, 1988, 1994, 1996, 2002, 2006)                                                                    | Portogallo 2006  |
| 4   | Inghilterra | 11 ottobre 2018              | 1ª classificata nel Gruppo 4                                   | 14 (1978, 1980, 1982, 1984, 1986, 1988, 2000, 2002, 2007, 2009, 2011, 2013, 2015, 2017)                               | Polonia 2017     |
| 5   | Serbia      | 13 ottobre 2018              | 1ª classificata nel Gruppo 7                                   | 12 (1978, 1980, 1984, 1990, 2004, 2006, 2007, 2009, 2015, 2017)                                                       | Polonia 2017     |
| 6   | Germania    | 13 ottobre 2018              | 1ª classificata nel Gruppo 5                                   | 11 (1982, 1990, 1992, 1996, 1998, 2004, 2006, 2009, 2013, 2015, 2017)                                                 | Polonia 2017     |
| 7   | Croazia     | 15 ottobre 2018              | 1ª classificata nel Gruppo 1                                   | 2 (2000, 2004) | Germania 2004    |
| 8   | Danimarca   | 16 ottobre 2018              | 1ª classificata nel Gruppo 3                                   | 7 (1978, 1986, 1992, 2006, 2011, 2015, 2017)                                                                          | Polonia 2017     |
| 9   | Belgio      | 16 ottobre 2018              | 1ª classificata nel Gruppo 6                                   | 2 (2002, 2007) | Paesi Bassi 2007 |
| 10  | Romania     | 16 ottobre 2018              | 1ª classificata nel Gruppo 8                                   | 1 (1998) | Romania 1998     |
| 11  | Polonia     | 20 novembre 2018             | Vincitrice play-off                                            | 6 (1982, 1984, 1986, 1992, 1994, 2017)                                                                                | Polonia 2017     |
| 12  | Austria     | 20 novembre 2018             | Vincitrice play-off                                            | Esordiente | Esordiente       |

Le date in grassetto indicano che la nazione ha vinto quella edizione del torneo, mentre le date in corsivo indicano la nazione ospitante.

## Stadi
La scelta dei sei impianti di gioco che ospiteranno il torneo è stata ufficializzata il 1º marzo 2017.
| Bologna Reggio Emilia Cesena Trieste Udine Serravalle | Bologna                | Reggio Emilia                       | Cesena                      |
| ----------------------------------------------------- | ---------------------- | ----------------------------------- | --------------------------- |
| Bologna Reggio Emilia Cesena Trieste Udine Serravalle | Stadio Renato Dall'Ara | Mapei Stadium - Città del Tricolore | Orogel Stadium-Dino Manuzzi |
| Bologna Reggio Emilia Cesena Trieste Udine Serravalle | Capacità: 31 000       | Capacità: 21 500                    | Capacità: 20 194            |
| Bologna Reggio Emilia Cesena Trieste Udine Serravalle |                        |                                     |                             |
| Bologna Reggio Emilia Cesena Trieste Udine Serravalle | Trieste                | Udine                               | Serravalle (San Marino)     |
| Bologna Reggio Emilia Cesena Trieste Udine Serravalle | Stadio Nereo Rocco     | Stadio Friuli                       | San Marino Stadium          |
| Bologna Reggio Emilia Cesena Trieste Udine Serravalle | Capacità: 20 500       | Capacità: 25 151                    | Capacità: 4 778             |
| Bologna Reggio Emilia Cesena Trieste Udine Serravalle |                        |                                     |                             |

## Sorteggio
Il sorteggio per la fase finale si è tenuto il 23 novembre 2018 a Sant'Agata Bolognese ed è stato condotto da Mia Ceran. Il ranking ha stabilito le due squadre teste di serie che si sono aggiunte all'Italia padrona di casa. Tali squadre non potevano finire quindi nello stesso gruppo, così come la terza, la quarta e la quinta del ranking. Le sei squadre rimanenti sono state poste nell'ultima urna a occupare le posizioni rimanenti nei tre gironi.
| Teste di serie                    | Seconda fascia                 | Terza fascia                                              |
| --------------------------------- | ------------------------------ | --------------------------------------------------------- |
| - Italia - Germania - Inghilterra | - Spagna - Danimarca - Francia | - Serbia - Croazia - Belgio - Austria - Polonia - Romania |

## Convocazioni
Le liste ufficiali, composte da ventitré giocatori (di cui tre portieri), saranno da presentare entro 10 giorni dall'inizio della manifestazione. Fino a ventiquattro ore prima della partita d'esordio della squadra, tuttavia, è ancora ammessa la possibilità di sostituire uno o più convocati in caso di infortunio che ne pregiudichi la disputa del torneo.
Saranno selezionabili i giocatori nati dopo il 1º gennaio 1996.

## Fase a gruppi
Alla competizione partecipano 12 squadre, divise in tre gironi da quattro compagini. Passano il turno, accedendo alle semifinali, le prime classificate di ogni gruppo più la migliore seconda (evidenziate in giallo). In caso due o più squadre si classifichino a pari punti nello stesso girone, si utilizzeranno i seguenti criteri per determinare la posizione in classifica:
1. maggiore numero di punti negli scontri diretti tra le squadre interessate;
2. migliore differenza reti negli scontri diretti tra le squadre interessate;
3. maggiore numero di reti segnate negli scontri diretti tra le squadre interessate

Se, dopo aver utilizzato i criteri precedenti, ancora due o più squadre fossero in parità, verranno applicati nuovamente i criteri da 1 a 3 prendendo in considerazione gli scontri tra queste squadre rimanenti. In caso di ulteriore parità si applicheranno i seguenti criteri:
1. migliore differenza reti nell'intero girone;
2. maggior numero di reti segnate nell'intero girone;
3. più basso punteggio disciplinare (classifica fair play) calcolato così:
  1. ogni cartellino rosso diretto: +3 punti,
  2. ogni cartellino rosso da doppia ammonizione: +3 punti,
  3. ogni cartellino giallo: +1 punto,
4. più alta posizione nel ranking UEFA Under-21 vigente al momento del sorteggio.

Se però due squadre, che hanno gli stessi punti e lo stesso numero di goal segnati e subiti, si affrontano nell'ultima giornata del girone e al termine dei tempi regolamentari si trovano ancora in parità, con nessuna altra squadra del girone classificatasi a pari punti, si effettueranno i tiri di rigore tra le due squadre per determinarne la migliore classificata.

### Girone A

#### Classifica
| Pos. | Squadra | Pt | G | V | N | P | GF | GS | DR |
| ---- | ------- | -- | - | - | - | - | -- | -- | -- |
| 1.   | Spagna  | 6  | 3 | 2 | 0 | 1 | 8  | 4  | +4 |
| 2.   | Italia  | 6  | 3 | 2 | 0 | 1 | 6  | 3  | +3 |
| 3.   | Polonia | 6  | 3 | 2 | 0 | 1 | 4  | 7  | -3 |
| 4.   | Belgio  | 0  | 3 | 0 | 0 | 3 | 4  | 8  | -4 |

#### Risultati
| Arbitro: | István Kovács |

|                                        |           |                     |
| Żurkowski 26’ Bielik 52’ Szymański 79’ | Marcatori | 16’ Iseka 84’ Cools |

| Arbitro: | Serdar Gözübüyük |

|                                       |           |             |
| Chiesa 36’, 64’ Pellegrini 82’ (rig.) | Marcatori | 9’ Ceballos |

| Arbitro: | Andris Treimanis |

|                          |           |             |
| Dani Olmo 7’ Fornals 89’ | Marcatori | 24’ Bornauw |

| Arbitro: | Aljaksej Kul'bakoŭ |

|  |           |            |
|  | Marcatori | 40’ Bielik |

| Arbitro: | Srđan Jovanović |

|                 |           |                                    |
| Verschaeren 79’ | Marcatori | 44’ Barella 53’ Cutrone 89’ Chiesa |

| Arbitro: | Bobby Madden |

|                                                                    |           |  |
| Fornals 17’ Oyarzabal 35’ Fabián Ruiz 39’ Ceballos 71’ Mayoral 90’ | Marcatori |  |

### Girone B

#### Classifica
| Pos. | Squadra   | Pt | G | V | N | P | GF | GS | DR |
| ---- | --------- | -- | - | - | - | - | -- | -- | -- |
| 1.   | Germania  | 7  | 3 | 2 | 1 | 0 | 10 | 3  | +7 |
| 2.   | Danimarca | 6  | 3 | 2 | 0 | 1 | 6  | 4  | +2 |
| 3.   | Austria   | 4  | 3 | 1 | 1 | 1 | 4  | 4  | 0  |
| 4.   | Serbia    | 0  | 3 | 0 | 0 | 3 | 1  | 10 | -9 |

#### Risultati
| Arbitro: | Andreas Ekberg |

|  |           |                      |
|  | Marcatori | 37’ Wolf 78’ Horvath |

| Arbitro: | Orel Grinfeeld |

|                                  |           |                 |
| Richter 28’, 52’ Waldschmidt 65’ | Marcatori | 73’ (rig.) Skov |

| Arbitro: | Georgi Kabakov |

|                                 |           |              |
| Mæhle 33’, 77’ Skov Olsen 90+3’ | Marcatori | 47’ Lienhart |

| Arbitro: | István Kovács |

|                                                              |           |                     |
| Richter 16’ Waldschmidt 30’, 37’, 80’ Dahoud 69’ Maier 90+2’ | Marcatori | 85’ (rig.) Živković |

| Arbitro: | Andris Treimanis |

|                  |           |                 |
| Danso 24’ (rig.) | Marcatori | 14’ Waldschmidt |

| Arbitro: | Aljaksej Kul'bakoŭ |

|                          |           |  |
| Larsen 21’ Rasmussen 51’ | Marcatori |  |

### Girone C

#### Classifica
| Pos. | Squadra     | Pt | G | V | N | P | GF | GS | DR |
| ---- | ----------- | -- | - | - | - | - | -- | -- | -- |
| 1.   | Romania     | 7  | 3 | 2 | 1 | 0 | 8  | 3  | +5 |
| 2.   | Francia     | 7  | 3 | 2 | 1 | 0 | 3  | 1  | +2 |
| 3.   | Inghilterra | 1  | 3 | 0 | 1 | 2 | 6  | 9  | -3 |
| 4.   | Croazia     | 1  | 3 | 0 | 1 | 2 | 4  | 8  | -4 |

#### Risultati
| Arbitro: | Bobby Madden |

|                                                   |           |            |
| Pușcaș 11’ (rig.) Hagi 14’ Băluță 66’ Petre 90+3’ | Marcatori | 18’ Vlašić |

| Arbitro: | Srđan Jovanović |

|           |           |                                    |
| Foden 54’ | Marcatori | 89’ Ikoné 90+4’ (aut.) Wan-Bissaka |

| Arbitro: | Andreas Ekberg |

|                      |           |                                             |
| Gray 79’ Abraham 87’ | Marcatori | 76’ (rig.) Pușcaș 85’ Hagi 89’, 90+3’ Coman |

| Arbitro: | Serdar Gözübüyük |

|            |           |  |
| Dembélé 8’ | Marcatori |  |

| Arbitro: | Orel Grinfeeld |

|                             |           |                                          |
| Brekalo 39’, 82’ Vlašić 62’ | Marcatori | 11’ (rig.) Nelson 48’ Maddison 70’ Kenny |

| Cesena 24 giugno 2019, ore 21:00 CEST Incontro 18 | Francia        | 0 – 0 referto | Romania | Stadio Dino Manuzzi (12 861 spett.)\| Arbitro: \| Georgi Kabakov \| |
| Arbitro:                                          | Georgi Kabakov |               |         |                                                                     |

### Raffronto delle seconde classificate
Tra le squadre classificatesi al secondo posto solamente una accede alle semifinali. In caso di due o più squadre a pari punti, si determinerà la miglior classificata secondo i seguenti criteri:
1. miglior differenza reti;
2. maggior numero di reti segnate;
3. minor punteggio disciplina (fair play) calcolato così:
  1. ogni cartellino rosso diretto subito: +3 punti;
  2. ogni cartellino rosso per doppia ammonizione subito: +3 punti;
  3. ogni cartellino giallo subito: +1 punto;
4. miglior posizione nel ranking UEFA Under-21 in vigore al momento del sorteggio.

| Pos. | Squadra   | Pt | G | V | N | P | GF | GS | DR | Gir |
| ---- | --------- | -- | - | - | - | - | -- | -- | -- | --- |
| 1.   | Francia   | 7  | 3 | 2 | 1 | 0 | 3  | 1  | +2 | C   |
| 2.   | Italia    | 6  | 3 | 2 | 0 | 1 | 6  | 3  | +3 | A   |
| 3.   | Danimarca | 6  | 3 | 2 | 0 | 1 | 6  | 4  | +2 | B   |

## Fase a eliminazione diretta

### Tabellone
|  | Semifinali | Semifinali | Semifinali |          |    | Finale | Finale | Finale |  |
|  |            |            |            |          |    |        |        |        |  |
|  | 1A         | Spagna     | 4          |          |    |        |        |        |  |
|  | 1A         | Spagna     | 4          |          |    |        |        |        |  |
|  | 2C         | Francia    | 1          |          |    |        |        |        |  |
|  | 2C         | Francia    | 1          |          | 1A | Spagna | 2      |        |  |
|  |            |            |            |          | 1A | Spagna | 2      |        |  |
|  |            |            | 1B         | Germania | 1  |        |        |        |  |
|  | 1B         | Germania   | 1B         | Germania | 1  | 4      |        |        |  |
|  | 1B         | Germania   |            |          |    |        |        |        |  |
|  | 1C         | Romania    | 2          |          |    |        |        |        |  |

### Semifinali
| Arbitro: | Orel Grinfeeld |

|                                              |           |                        |
| Amiri 21’, 90+4’ Waldschmidt 51’ (rig.), 90’ | Marcatori | 26’ (rig.), 44’ Pușcaș |

| Arbitro: | Georgi Kabakov |

|                                                           |           |                   |
| Roca 28’ Oyarzabal 45+5’ (rig.) Dani Olmo 47’ Mayoral 67’ | Marcatori | 16’ (rig.) Mateta |

### Finale
| Arbitro: | Srđan Jovanović |

|                         |           |           |
| Fabián 7’ Dani Olmo 69’ | Marcatori | 88’ Amiri |

| Spagna | Germania |

| P                 | 1  | Antonio Sivera        | 83’ |     |
| D                 | 15 | Martín Aguirregabiria |     |     |
| D                 | 5  | Unai Núñez            | 71’ |     |
| D                 | 2  | Jesús Vallejo         | 33’ |     |
| D                 | 20 | Junior Firpo          |     |     |
| C                 | 21 | Marc Roca             |     |     |
| C                 | 6  | Fabián Ruiz           |     | 78’ |
| C                 | 19 | Dani Olmo             |     |     |
| C                 | 10 | Dani Ceballos         |     |     |
| C                 | 22 | Pablo Fornals         |     | 72’ |
| A                 | 11 | Mikel Oyarzabal       |     | 55’ |
| Sostituzioni:     |    |                       |     |     |
| C                 | 7  | Carlos Soler          |     | 55’ |
| A                 | 9  | Borja Mayoral         |     | 72’ |
| C                 | 8  | Mikel Merino          |     | 78’ |
| Allenatore:       |    |                       |     |     |
| Luis de la Fuente |    |                       |     |     |

| P             | 1  | Alexander Nübel      |     |
| D             | 3  | Lukas Klostermann    |     |
| D             | 4  | Jonathan Tah         |     |
| D             | 5  | Timo Baumgartl       |     |
| D             | 2  | Benjamin Henrichs    |     |
| C             | 16 | Suat Serdar          | 61’ |
| C             | 6  | Maximilian Eggestein | 78’ |
| C             | 8  | Mahmoud Dahoud       |     |
| A             | 7  | Levin Öztunalı       | 72’ |
| A             | 10 | Luca Waldschmidt     |     |
| A             | 18 | Nadiem Amiri         |     |
| Sostituzioni: |    |                      |     |
| C             | 19 | Florian Neuhaus      | 61’ |
| A             | 11 | Marco Richter        | 72’ |
| A             | 9  | Lukas Nmecha         | 78’ |
| Allenatore:   |    |                      |     |
| Stefan Kuntz  |    |                      |     |

## Classifica marcatori
7 reti
- Luca Waldschmidt

4 reti
- George Pușcaș

3 reti
- Nadiem Amiri
- Marco Richter

- Federico Chiesa
- Dani Olmo

2 reti
- Josip Brekalo
- Nikola Vlašić
- Joakim Mæhle
- Krystian Bielik

- Florinel Coman
- Ianis Hagi
- Dani Ceballos
- Fabián Ruiz

- Pablo Fornals
- Borja Mayoral
- Mikel Oyarzabal

1 rete
- Kevin Danso
- Sascha Horvath
- Philipp Lienhart
- Hannes Wolf
- Sebastiaan Bornauw
- Dion Cools
- Aaron Leya Iseka
- Yari Verschaeren
- Jacob Bruun Larsen
- Jacob Rasmussen
- Andreas Skov Olsen

- Robert Skov
- Moussa Dembélé
- Jonathan Ikoné
- Jean-Philippe Mateta
- Mahmoud Dahoud
- Arne Maier
- Tammy Abraham
- Phil Foden
- Demarai Gray
- Jonjoe Kenny
- James Maddison

- Reiss Nelson
- Nicolò Barella
- Patrick Cutrone
- Lorenzo Pellegrini
- Sebastian Szymański
- Szymon Żurkowski
- Tudor Băluță
- Adrian Petre
- Andrija Živković
- Marc Roca

Autoreti
- Aaron Wan-Bissaka (1, pro Francia)

## Premi
I seguenti premi sono stati assegnati alla fine del torneo:
- Giocatore del torneo:  Fabián Ruiz[28]
- Scarpa d'oro:  Luca Waldschmidt[29]

### Squadra del torneo
Dopo il torneo, la squadra Under-21 è stata selezionata dagli osservatori tecnici UEFA.
| Posizione      | Giocatore         |
| -------------- | ----------------- |
| Portiere       | Alexander Nübel   |
| Difensori      | Lukas Klostermann |
| Difensori      | Jonathan Tah      |
| Difensori      | Jesús Vallejo     |
| Difensori      | Benjamin Henrichs |
| Centrocampisti | Fabián Ruiz       |
| Centrocampisti | Mahmoud Dahoud    |
| Centrocampisti | Dani Olmo         |
| Centrocampisti | Luca Waldschmidt  |
| Centrocampisti | Dani Ceballos     |
| Attaccante     | George Pușcaș     |